# マーモセット亜科
マーモセット亜科 (マーモセットあか、Callitrichinae) は、哺乳綱霊長目オマキザル科に分類される亜科。分類によっては独立したマーモセット科（Callitrichidae）とすることもある。
マーモセットやタマリンなどの小型の広鼻類（新世界ザル）を含む。古くは構成種に対してキヌザルやキヌゲザルという和名が用いられた。

## 分布
コロンビア北部、およびパナマからブラジル南部にかけて

## 形態
小型の霊長類であり、雌雄で体の大きさの差（性的二形）は少ない。後肢の親趾を除いて、全ての指趾に鉤爪を備える。尾は把握能力を持たない。
歯列はゲルディモンキーを除いて、門歯が上下4本ずつ、犬歯が上下2本ずつ、小臼歯が上下6本ずつ、大臼歯が上下4本ずつの計32本であり、第3大臼歯は消失している（現生種ではゲルディモンキーのみ第3大臼歯を持つ）。上顎の大臼歯は3咬頭性で、第1大臼歯のハイポコーン（遠心舌側咬頭）は小さく、退化傾向にある（ゲルディモンキーでは比較的発達し、化石種のMicodon属ではハイポコーンが現生種より大型）。ゲルディモンキー・タマリン・ライオンタマリンでは下顎の門歯が短く、犬歯が長く突出する。マーモセットでは下顎の門歯が大型で、犬歯と同様に細長く、樹液食に適応していると考えられている。

## 分類

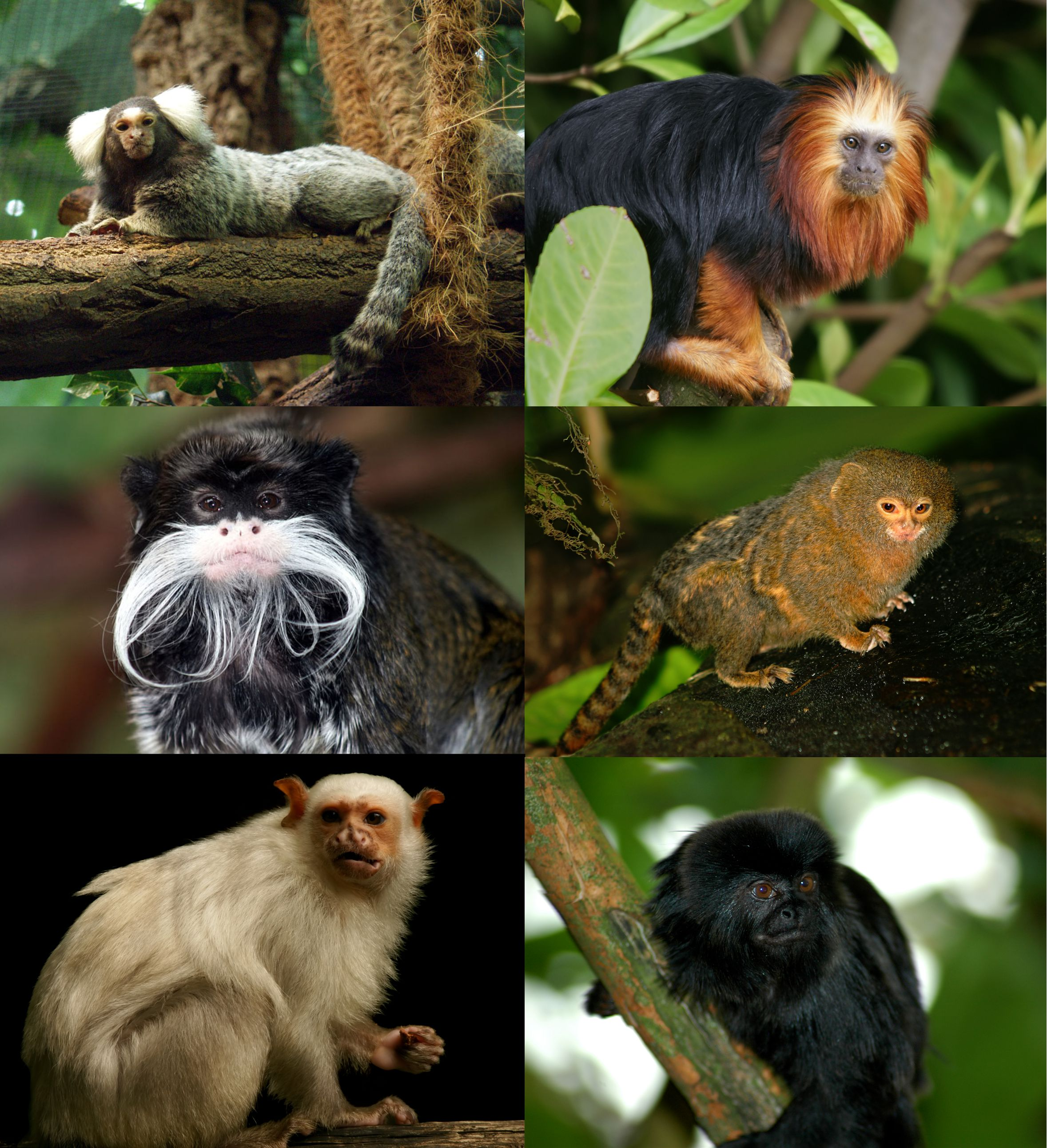
左上から順に、コモンマーモセット・ドウグロライオンタマリン・エンペラータマリン・ピグミーマーモセット・シルバーマーモセット・ゲルディモンキー。

以前はサキ類やクモザル類を含むオマキザル科と対をなすグループと考えられていたが、1979年にリスザル属を含むオマキザル亜科と本亜科でオマキザル科を構成する説が提唱された。本亜科とオマキザル亜科・ヨザル亜科が単系統群とされて以降はこれらをオマキザル科の亜科に含めるか、オマキザル科を細分して独立した科とするかでその位置に定説がない。
マーモセット（英：marmoset）は、旧マーモセット属Callithrix（現在のコモンマーモセット属Callithrix・シルバーマーモセット属Micoの構成種を含む）とピグミーマーモセット属Cebuellaの総称。以前はこれらのマーモセット類を旧マーモセット属にまとめる説もあった。1968年にピグミーマーモセットを除く旧マーモセット属を、アマゾン地域のC. argentata group（シルバーマーモセットグループ）とブラジル東海岸のC. jacchus group（コモンマーモセットグループ）の2種群に分ける説が提唱され、1984年にC. argentata groupをMico亜属、C. jacchus groupをCallithrix亜属に分類する説が提唱された。1998年にクロカンムリマーモセットがCallithrix humilisとして記載され、2003年にクロカンムリマーモセットのみで構成される新属Callibellaが提唱された。2005年にはピグミーマーモセット・クロカンムリマーモセットを含む旧マーモセット属を4亜属とする分類が提唱されたが、これらの亜属をそれぞれ独立した属として区別する説や、クロカンムリマーモセットをシルバーマーモセット属に含める説もある。
タマリン（英：tamarin）はタマリン属Saguinusのみを示すこともあるが、タマリン属とライオンタマリン属Leontopithecusの総称とすることもある。タマリン属は6つの種群（S. nigricollis group・S. mystax group・S. midas group・S. inustus group・S. bicolor group）に区別される。2016年にタマリン属からクロクビタマリンとセマダラタマリン類（S. nigricollis group）をセマダラタマリン属Leontocebusに分割し、旧セマダラタマリンを複数種に分割する説が提唱された。一方で2018年にはセマダラタマリン属をタマリン属に戻したうえで、タマリン属をLeontocebus・Saguinus・Tamarinusの3亜属（ダスキータマリンは所属不明とみなす）に区別する説が提唱された。2022年にはワタボウシタマリン類（S. oedipus group）をOedipomidas属に分割し、Saguinus亜属（S. bicolor group・S. midas group）とTamarinus亜属（S. mystax group・S. inustus group）もそれぞれ独立した属とする説が提唱されており、この説に従うと広義のタマリン属は4属に区別される。2022年や2023年に提唱された分類体系では、ダスキータマリンはTamarinus属に含まれている。
かつては頭骨や歯の形態の比較から多くの祖先形質を持つゲルディモンキーが初期に分岐したと考えられており、本亜科から独立させてゲルディモンキー亜科Callimiconinaeあるいはゲルディモンキー科Callimiconidaeとする説もあった。一方で分子系統解析では、タマリン属・ライオンタマリン属・ゲルディーモンキー・コモンマーモセット属・シルバーマーモセット属の順にピグミーマーモセットとの共通祖先から分岐したと推定されている。
以下の現生種の分類は、以降に新種記載された種を除いてGarbino & Martins-Junior (2018) に従う。和名・英名は、分類に変更がない限り日本モンキーセンター霊長類和名リスト（2018年11月版）に従う。
- ゲルディモンキー属 Callimico
  - Callimico goeldii ゲルディモンキー Goeldi's monkey
- コモンマーモセット属 Callithrix[3][注 1]
  - Callithrix aurita キイロミミマーモセット Buffy-tufted-ear marmoset
  - Callithrix flaviceps キアタママーモセット Buffy-headed marmoset
  - Callithrix geoffroyi シロガオマーモセット White-faced marmoset
  - Callithrix jacchus コモンマーモセット Common marmoset
  - Callithrix kuhlii ウィードマーモセット Wied's marmoset
  - Callithrix penicillata クロミミマーモセット Black-tufted-ear marmoset
- ピグミーマーモセット属 Cebuella
  - Cebuella pygmaea ピグミーマーモセット Pygmy marmoset（亜種C. p. niveiventrisを独立種ミナミピグミーマーモセットC. niveiventrisとする説もあり[20]。分割する場合本種の和名はキタピグミーマーモセットとなる[6]）
- ライオンタマリン属 Leontopithecus
  - Leontopithecus caissara クロガオライオンタマリン Black-faced lion tamarin
  - Leontopithecus chrysomelas ドウグロライオンタマリン Golden-headed lion tamarin
  - Leontopithecus chrysopygus クロライオンタマリン Black lion tamarin
  - Leontopithecus rosalia ゴールデンライオンタマリン Golden lion tamarin
- シルバーマーモセット属 Mico[4][注 1]
  - Mico acariensis アカリマーモセット Rio Acarí marmoset
  - Mico argentatus シルバーマーモセット Silvery marmoset
  - Mico chrysoleucos キンシロマーモセット Golden-white tassel-ear marmoset
  - Mico emiliae スネトラーゲマーモセット Snethlage's marmoset
  - Mico humeralifer サンタレムマーモセット Black and white tassel-ear marmoset
  - Mico humilis クロカンムリマーモセット Black-crowned dwarf marmoset（クロカンムリマーモセット属Callibellaとする説もあり[6]）
  - Mico intermedius アリプアナマーモセット Aripuanã marmoset
  - Mico leucippe ホワイトマーモセット Golden-white bare-ear marmoset
  - Mico marcai マルカマーモセット Marca's marmoset
  - Mico mauesi マウエマーモセット Maués marmoset
  - Mico melanurus オグロマーモセット Black-tailed marmoset
  - Mico munduruku ムンドゥルクマーモセット[6] Munduruku marmoset[21]（2019年に新種記載）
  - Mico nigriceps クロアタママーモセット Black-headed marmoset
  - Mico rondoni ロンドンマーモセット Rondon's marmoset
  - Mico saterei サテレマーモセット Sateré marmoset
  - Mico schneideri シュナイダーマーモセット[6] Schneider's marmoset[22]（2021年にスネトラーゲマーモセットのジュルエナ川・テレスピレス川流域の個体群を分割）
- タマリン属 Saguinus
  - Leontocebus亜属
    - Saguinus cruzlimai クルズリマセマダラタマリン[6] Cruz Lima's saddle-back tamarin[19]（旧セマダラタマリンの亜種とされていた）
    - Saguinus fuscicollis セマダラタマリン Saddleback tamarin[6]
    - Saguinus fuscus レソンセマダラタマリン[6] Lesson's saddle-back tamarin[19]（旧セマダラタマリンの亜種とされていた）
    - Saguinus illigeri イリガーセマダラタマリン[6] Illiger's saddle-back tamarin[19]（旧セマダラタマリンの亜種とされていた）
    - Saguinus lagonotus アカセマダラタマリン[6] Red-mantle saddle-back tamarin[19]（旧セマダラタマリンの亜種アカマントセマダラタマリンとされていた[18]）
    - Saguinus leucogenys アンデスセマダラタマリン[6] Andean saddle-back tamarin[19]（旧セマダラタマリンの亜種とされていた）
    - Saguinus nigricollis クロクビタマリン Black mantle tamarin（グラエルスタマリン（リオナポタマリン）S. graellsiを亜種として含む）
    - Saguinus nigrifrons ジェフロイセマダラタマリン[6] Geoffroy's saddle-back tamarin[19]（旧セマダラタマリンの亜種とされていた）
    - Saguinus tripartitus ゴールデンマントタマリン Golden-mantled tamarin（旧セマダラタマリンの亜種とされていた）
    - Saguinus weddelli ウェッデルタマリン Weddell's saddle-back tamarin[6]（旧セマダラタマリンの亜種ウェッデルタマリンとされていた[1]。シロタマリンS. melanoleucusを亜種として含む）

  - Saguinus亜属
    - Saguinus bicolor フタイロタマリン Pied tamarin
    - Saguinus geoffroyi ジェフロイタマリン Geoffroy's tamarin
    - Saguinus leucopus シロテタマリン White-footed tamarin
    - Saguinus martinsi マルティンタマリン Martin's bare-face tamarin
    - Saguinus midas アカテタマリン Red-handed tamarin
    - Saguinus niger ニシクロテタマリン[6] Western black-handed tamarin[19]（旧クロテタマリン）
    - Saguinus oedipus ワタボウシタマリン Cotton-top tamarin
    - Saguinus ursula ヒガシクロテタマリン[6] Eastern black-handed tamarin[19]（旧クロテタマリンのトカンチンス川以東の個体群を分割）

  - Tamarinus亜属
    - Saguinus imperator エンペラータマリン Emperor tamarin（亜種S. i. subgrisescensを独立種とする説もあり[13]）
    - Saguinus labiatus ムネアカタマリン Red-bellied tamarin（亜種S. l. thomasiを独立種とする説もあり[13]）
    - Saguinus mystax クチヒゲタマリン Moustached tamarin（アカボウシタマリンS. pileatusを亜種として含む。亜種シロシリクチヒゲタマリンS. pi. plutoを含むS. pileatus・S. kulinaを分割する説もあり[23]）

  - incertae sedis
    - Saguinus inustus ダスキータマリン Mottled-face tamarin

マーモセット類と近縁とする説のある化石属として、Micodon・Lagonimicoが挙げられる。

## 生態

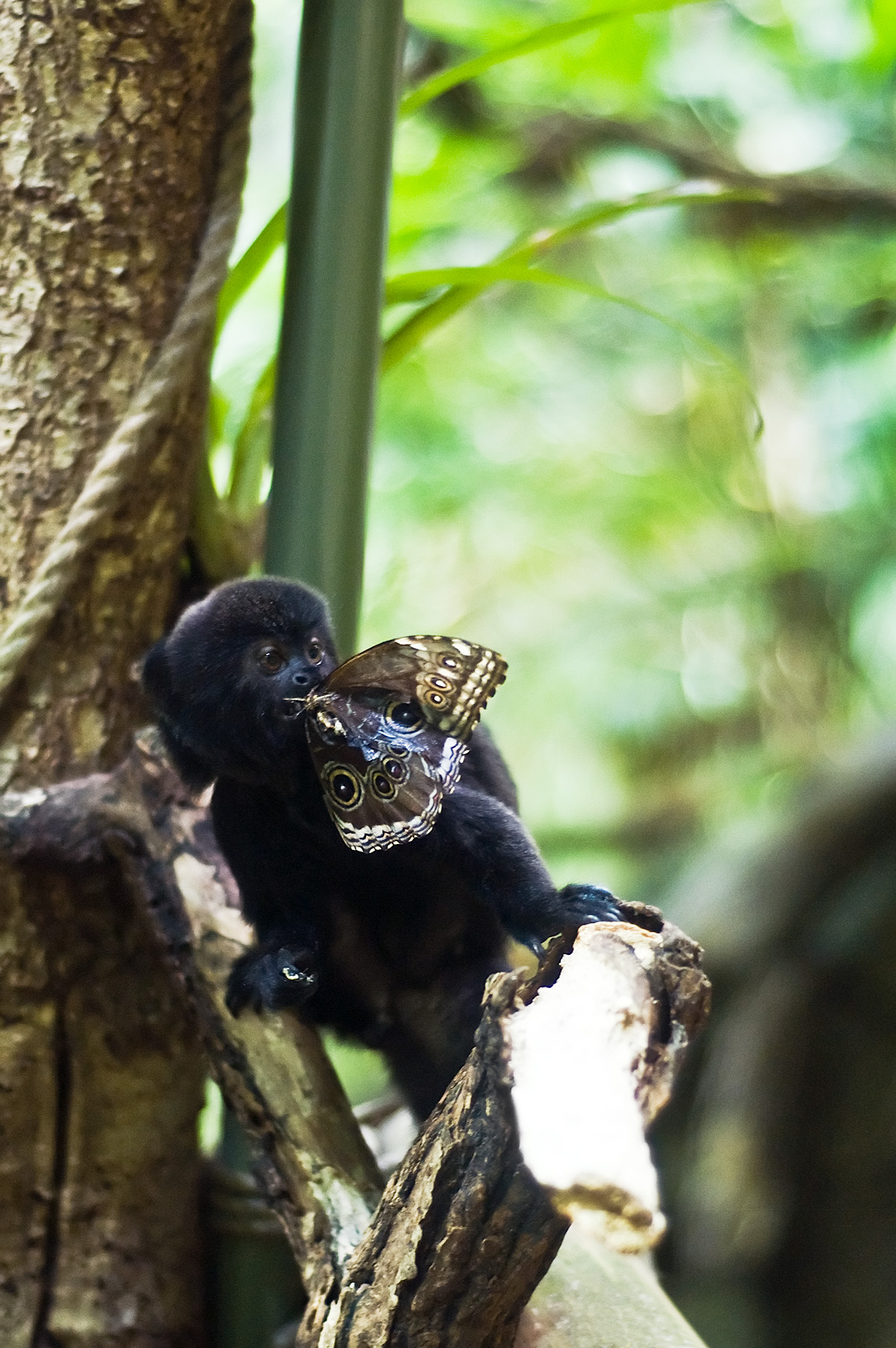
モルフォチョウを食べるゲルディモンキー。

熱帯雨林に生息するが、カーチンガやセラードなどの乾燥した植生に適応した種もいる。樹上性。同亜科の他種と混群を形成することがある。
昆虫などの小動物・果実などを食べ、マーモセットでは樹液食も行う。
1回に1 - 3頭の幼獣を産む（通常2頭、ゲルディモンキーは1頭）。

## 人間との関係
大航海時代にエキゾチックアニマルとしてヨーロッパに持ち込まれ、王侯貴族のペットとして飼われた種もいる。
マーモセットという呼称は、フランス語のmarmouset（古くは「子供・小人」の意があった）に由来すると考えられている。旧和名のキヌザル・キヌゲザルは、マーモセットを指すドイツ語名Seidenaffe・Seidenäffchen（-äffchenは「小さいサル」の意）の直訳で、ドイツ語名は属名Callithrix（「綺麗な毛」の意）や旧属名Hapale（「柔らかい・優しいもの」の意）の意訳と考えられている。
タマリンは、カイエンヌにおけるアカテタマリンを指す呼称としてフランスの神父・探検家であるAntoine Bietによって言及され、Buffonによって現地語とみなされた。一方で現在のカリブ系言語ではアカテタマリンの現地語はKusiriとされ、植物のタマリンドを指す呼称としてTamaren・Tamarinが存在し、タマリンを現地語とする説には疑問が提示されている。